# Fruit of the Loom
Fruit of the Loom è una azienda multinazionale che produce e commercializza non solo capi d'abbigliamento ma anche filati e tessuti, con quartier generale presso Bowling Green, nel Kentucky.
Ad essa fanno riferimento anche numerosi altri marchi più o meno noti, oltre al marchio Fruit of the Loom: BVD, Funpals, Fungals, Lofteez, Underoos e Screen Stars.
Fruit of the Loom dispone di circa trenta filiali dislocate in diversi stati, tra cui Stati Uniti d'America, Canada, El Salvador, Honduras, stati europei e nordafricani. Il fatturato dell'azienda ammontava nel 2004 a circa 1,3 miliardi di dollari e, sempre nello stesso anno, impiegava 5000 persone circa.

## Storia

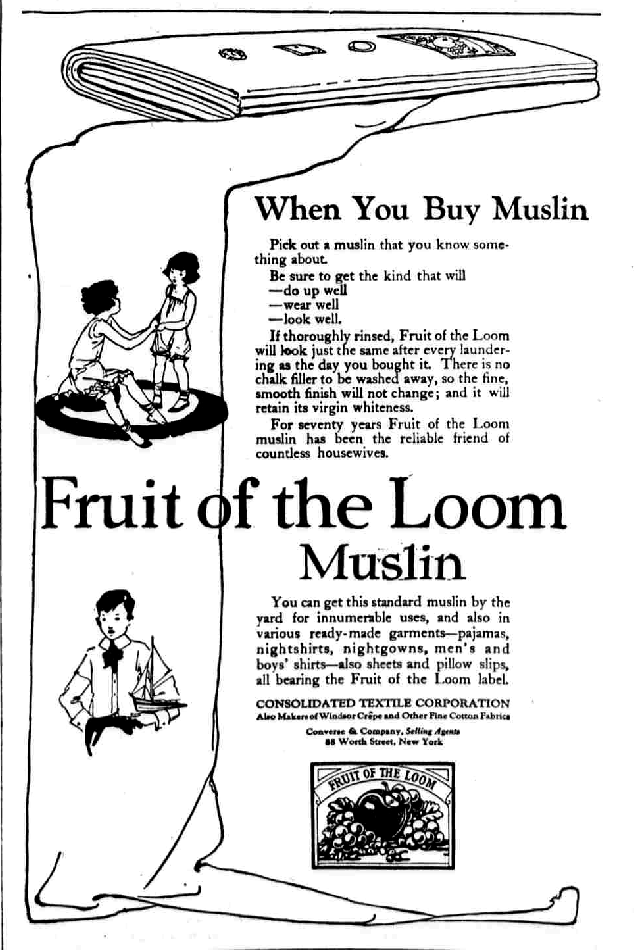
Quotidiano del 1921, Fruit of the Loom muslin fabric

Il marchio risale al 1851, anno in cui il produttore di tessuti di Rhode Island Robert Knight avrebbe fatto visita all'amico Rufus Skeel, proprietario di un piccolo negozio che vendeva i prodotti di Knight. La figlia di Skeel avrebbe avuto l'idea di dipingere immagini di frutta a mo' di etichetta dei rotoli di tessuto venduti dal padre: tali disegni sarebbero risultati di notevole gradimento al pubblico, e così sarebbero nati il nome ed il logo dell'azienda.
Il marchio Fruit of the Loom, "Frutto del Telaio" appunto, fu registrato nel 1871, ad un solo anno di distanza dall'approvazione al Congresso delle leggi che introducevano il trademark nella legge statunitense. 
La compagnia fece capo a Northwest Industries, Inc. fino a che tale gruppo non fu acquistato da William F. Farley nel 1985 e ridenominato Farley Industries, Inc. Tuttavia, nel 1999, la compagnia rischiò la bancarotta e Farley cessò di esserne il presidente. La compagnia fu acquistata per 835 milioni di dollari nell'aprile 2002 da Berkshire Hathaway che ne detiene la proprietà. Fruit of the Loom ha recentemente acquistato i marchi Russell Athletic, Spalding a tutte le società dell'intimo di VF Corporation.

## Critiche

### Attività di pressione sul potere politico
Secondo la fonte già citata «Fruit of the Loom è tra le imprese che finanziano i partiti statunitensi. Nel ciclo elettorale 2003-2004 ha donato un totale di 24.250 dollari a candidati del partito repubblicano».

### Condizioni di lavoro
Su Consumocritico leggiamo:«Fruit of the Loom ottiene parte della sua produzione dal Marocco, paese che ostacola fortemente le libertà sindacali». In ogni caso, la stessa fonte riporta che «Fruit of the Loom chiede ai suoi fornitori di firmare un codice di condotta che li impegna a non ricorrere a pratiche di lavoro scorrette», sebbene essa affermi che in tale codice «Non c'è riferimento alle libertà sindacali, alle norme OIL, e al salario vivibile. Non è ben definito il sistema di controllo». Una copia del codice di condotta, in inglese, si trova presso il sito dell'International Training Centre of the International Labour Organization.

### Esercito
Secondo Consumocritico, «Fruit of the Loom Inc. compare negli elenchi dei fornitori dell'esercito statunitense per gli anni 2001, 2002, 2003».

### Paradisi fiscali
Secondo Consumocritico, «la società finanziaria che collega Fruit of the Loom al gruppo Berkshire Hathaway è domiciliata alle Isole Cayman, considerato paradiso fiscale dalla legislazione italiana».

### Polemiche per lo sfruttamento in Honduras
A partire dal gennaio 2009, Fruit of the Loom e la sua sussidiaria, Russell Corporation, ha subito un boicottaggio per le violazioni dei diritti dei lavoratori nei suoi stabilimenti in Honduras, dove è il più grande datore di lavoro privato. La controversia causò l'interruzione dei rapporti con Russel da parte di quasi 100 università, con perdite significative per Fruit of the Loom.